# Padre Pio (film 2022)
Padre Pio è un film del 2022 diretto da Abel Ferrara.

## Trama
Il film racconta, in montaggio alternato, la storia del giovane Padre Pio da Pietrelcina e dei cittadini di San Giovanni Rotondo negli anni del primo dopoguerra. L'intero film ruota attorno ai tragici eventi dell'eccidio avvenuto nel 1920, in cui persero la vita quattordici persone, perlopiù appartenenti al Partito Socialista, e racconta il clima teso e di scontro sociale che ha caratterizzato gli anni del biennio rosso. Le tensioni del biennio rosso e le sofferenze della massa contadina locale si intrecciano, senza mai realmente fondersi, con la figura del giovane Padre Pio già segnato dalle esperienze di dolore che caratterizzeranno l'intera vita del santo cappuccino. Le tentazioni e la lotta col demonio, la vicinanza spirituale ai fedeli, il ministero della confessione sono alcuni dei tratti della figura del santo che il film sceglie di mettere in luce e raccontare. Nel complesso il film non può definirsi come una vera e propria biografia del santo. La gran parte delle scene narrative è dedicata alle vicende politiche del luogo e in particolare allo scontro tra socialisti e proprietari terrieri. La figura di Padre Pio appare più sullo sfondo e le scene a lui dedicate, più che contribuire all'evoluzione della trama, servono come strumento di espressione e comprensione della spiritualità del santo.

## Produzione
Le riprese del film si sono svolte nel dicembre 2021 in Puglia. La gran parte delle scene del film è stata girata nel comune di Monte Sant'Angelo. Per prepararsi per il ruolo dell'eponimo protagonista, Shia LaBeouf ha vissuto per qualche tempo in un convento dell'Ordine dei frati minori cappuccini e durante questo periodo si è convertito al cattolicesimo.

## Promozione
Il primo trailer del film è stato pubblicato il 24 agosto 2022.

## Distribuzione
La prima del film è avvenuta il 2 settembre 2022 in occasione della Giornate degli autori durante la 79ª Mostra internazionale d'arte cinematografica di Venezia.. Il 26 novembre si tiene a San Giovanni Rotondo, presso l'Auditorium Maria Pyle del Santuario San Pio da Pietrelcina, la prima della versione italiana del film. Alla proiezione erano presenti il regista Abel Ferrara e lo sceneggiatore Maurizio Braucci. Il giorno successivo, sempre nell'auditorium Maria Pyle, si è svolta una seconda proiezione riservata ai giovani, seguita da una master class col regista. Il film esce nelle sale solo il 18 luglio 2024.

## Accoglienza

### Critica
Nella sua recensione su Sentieri Selvaggi, Aldo Spiniello valuta il film 3,5 stelle su 5 e sottolinea come "Nella versione di Ferrara del santo da Pietrelcina, il percorso individuale sembra cedere il passo alla Storia, al piano d’insieme".

## Riconoscimenti
- 2022 - Mostra internazionale d'arte cinematografica
  - Candidatura per il GdA Director's Award